# Avi Dichter

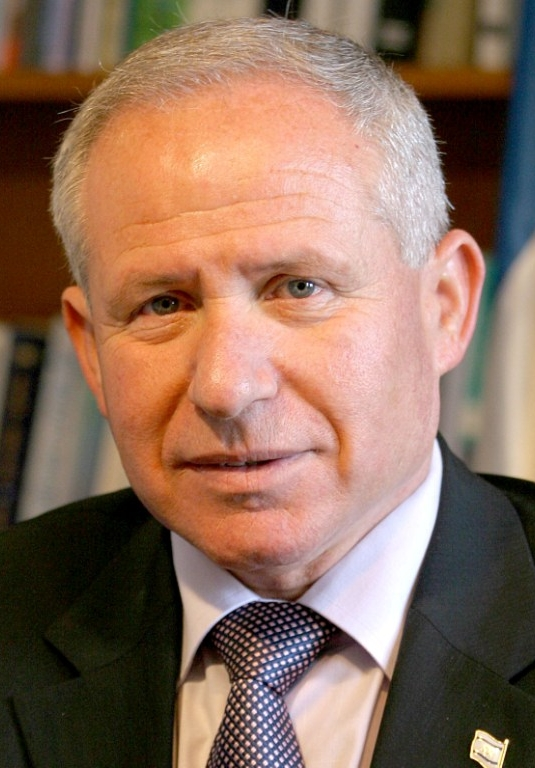
Avi Dichter (2006)

Avi Dichter (hebräisch אבי דיכטר; * 4. Dezember 1952 in Aschkelon, Israel) ist ein israelischer Politiker (Likud, ehemals Kadima). Von 2000 bis 2005 war er Direktor des Inlandsgeheimdienstes Schin Bet, von 2006 bis 2009 Minister für Innere Sicherheit und von 2012 bis 2013 Minister für Heimatfrontverteidigung. Der Knesset gehörte er von 2006 bis 2012 und erneut seit 2015 an.

## Leben

### Jugend und Ausbildung
Dichter war das Kind von Schoah-Überlebenden und Mitglied der linkszionistischen Jugendbewegung Hashomer Hatzair. Nach dem Abitur leistete er seinen Wehrdienst bei der Sajeret Matkal unter Ehud Barak. Ein Studium der Sozialwissenschaften an der Bar-Ilan-Universität schloss er mit dem Bachelor ab. An der Universität Tel Aviv graduierte er als Master of Business Administration.

### Geheimdienst
1974 trat Dichter in den Inlandsgeheimdienst Schin Bet ein und wurde im Jahr 2000 dessen Direktor. In seine Zeit beim Geheimdienst fällt die Gezielte Tötung mehrerer Hamas-Terroristen. Dazu gehörten z. B. der für zahlreiche Bus-Anschläge verantwortliche Bombenbauer Yahya Ayyasch (1996) oder Kassam-Brigaden-Kommandeur Salah Shehade (2002).
Bei der Tötung kamen auch vierzehn seiner Angehörigen und Nachbarn ums Leben. 2002 verklagten Familienangehörige der getöteten Nachbarn Dichter in den USA wegen extralegalen Tötens, Kriegsverbrechen und schwerer Menschenrechtsverletzungen. Das US-Gericht wies diese Zivilklage aufgrund des Foreign Sovereign Immunities Act ab. 2005 verließ er den Geheimdienst. 2007 nahm Dichter eine Vortragseinladung nach Großbritannien nicht an, da dort auch von Privatpersonen ohne Mitwirkung der Staatsanwaltschaft ein Haftbefehl erwirkt werden kann und das israelische Außenministerium vermutete, dass eine linksextreme Gruppe einen solchen bezüglich der Mittötung von Shehades Verwandten und Nachbarn beantragen werde. Bei einem Interview für den Dokumentarfilm Töte zuerst von 2012 äußerte er sich kritisch zu den Erfolgen und Misserfolgen seiner Geheimdienstarbeit und vertrat die Ansicht, dass „man keinen Frieden mit militärischen Mitteln schaffen [kann]“.

### Politik
Nach seinem Ausscheiden beim Schin Bet ging Dichter im September 2005 als Wissenschaftlicher Mitarbeiter zur Washingtoner Brookings Institution, die als Denkfabrik der US-Demokraten gilt. Als Ariel Scharon zur Durchsetzung seines Abkoppelungsplanes wenig später die Partei Kadima gründete, kehrte Dichter nach Israel zurück und trat für diese im März 2006 erfolgreich bei der Wahl zur Knesset an.
Von 2006 bis 2009 war Dichter Minister für Innere Sicherheit unter Ministerpräsident Ehud Olmert. In dieser Funktion untersagte er 2009 eine Veranstaltungsreihe, die die Palästinensischen Autonomiebehörde unter dem Motto „Jerusalem, Hauptstadt der arabischen Kultur“ unter anderem in Jerusalem und Nazareth ausrichten wollte, da dies gegen einen Passus des Oslo-II-Abkommens verstieße, wonach die Autonomiebehörde auf israelischem Gebiet keine Veranstaltungen durchführen darf. Er reichte mit anderen Abgeordneten bereits 2011 einen Entwurf für das Nationalstaatsgesetz ein, das den jüdischen Charakter und die nationalen Werte des Staates festschreibt und 2018 verabschiedet wurde.
Im August 2012 legte Dichter sein Knessetmandat nieder, wechselte zu Likud und wurde Minister für Heimatfrontverteidigung. Im März 2013 schied er aus diesem Amt und wurde 2015 erneut ins Parlament gewählt.
Seit 29. Dezember 2022 ist Dichter als Landwirtschaftsminister im Kabinett Netanjahu VI tätig.
Während des israelischen Angriffs auf den Gazastreifen im Oktober/November 2023 sagte Dichter: »Wir sind dabei, die Nakba im Gazastreifen umzusetzen.« Auf die Frage, ob er wirklich das Wort »Nakba« – die arabische Bezeichnung für die ethnische Säuberung und Niederlage der Palästinenser im Jahr 1948 – verwenden möchte, betonte er: »Nakba in Gaza 2023. So wird es enden.« Die israelischen Medien berichteten ausführlich über Dichters Aussagen.
Anfang Juli 2025 gehörte Dichter zu den Unterzeichnern eines Briefes an Ministerpräsident Netanjahu, in dem 14 Minister der Likud-Partei sowie Knesset-Sprecher Amir Ohana die sofortige Annexion des Westjordanlandes forderten.